# Christie Burke
Christie Burke (20 de octubre de 1989) es una actriz canadiense de cine y televisión, reconocida por sus papeles como la versión Renesmee Cullen en la película The Twilight Saga: Breaking Dawn – Part 2 y como Flora Wingrave en la serie de televisión de Netflix La maldición de Bly Manor.

## Filmografía

### Cine
| Año  | Título                                    | Papel                       | Notas        |
| ---- | ----------------------------------------- | --------------------------- | ------------ |
| 2011 | The Twilight Saga: Breaking Dawn – Part 1 | Renesmee Cullen adolescente |              |
| 2011 | Best Day Ever: Aiden Kessler 1994-2011    | Melissa                     |              |
| 2012 | Crowsnest                                 | Danielle                    |              |
| 2012 | The Twilight Saga: Breaking Dawn – Part 2 | Renesmee Cullen adolescente |              |
| 2013 | A Single Shot                             | Ingrid                      |              |
| 2013 | True Love Waits                           | Tammy                       | Cortometraje |
| 2014 | Black Fly                                 | Paula                       |              |
| 2016 | Love Everlasting                          | Clover                      |              |
| 2017 | Still/Born                                | Mary                        |              |
| 2017 | Ascension                                 | Becca                       |              |

### Televisión
| Año     | Título                    | Papel          | Notas                                |
| ------- | ------------------------- | -------------- | ------------------------------------ |
| 2010    | Eureka                    | Colegiala      | Episodio "The Story of O2"           |
| 2010    | Tower Prep                | Noelle         | Episodio "The Rooks"                 |
| 2013    | Restless Virgins          | Madison        | Telefilme                            |
| 2014    | Almost Human              | Abby McKenzie  | Episodio "Straw Man"                 |
| 2014    | Falling Skies             | Elise          | 3 episodios                          |
| 2014    | Blackstone                | Chloe          | 2 episodios                          |
| 2014-15 | Strange Empire            | Miss Logan     | Papel recurrente                     |
| 2015    | Ungodly Acts              | Candace        | Telefilme                            |
| 2016    | Van Helsing               | Emma           | Papel recurrente                     |
| 2017    | Supernatural              | Alice/Smash    | Episodio "The Scropion and the Frog" |
| 2020    | The Haunting of Bly Manor | Flora Wingrave | Papel recurrente                     |